# Euselates cineracea
Euselates cineracea är en skalbaggsart som beskrevs av Hippolyte Louis Gory och Achille Rémy Percheron 1833. Euselates cineracea ingår i släktet Euselates och familjen Cetoniidae. Inga underarter finns listade i Catalogue of Life.